# Firmin Monestime
 (décembre 2023).
Si vous disposez d'ouvrages ou d'articles de référence ou si vous connaissez des sites web de qualité traitant du thème abordé ici, merci de compléter l'article en donnant les références utiles à sa vérifiabilité et en les liant à la section « Notes et références ».
Firmin Monestime ou Saint-Firmin Monestime, né le 16 décembre 1909 à Cap-Haïtien et mort le 27 octobre 1977 à Mattawa en Ontario, est un médecin canadien d'origine haïtienne et le premier maire noir du Canada.
Firmin Monestime fait des études de médecine à Port-au-Prince et s'oriente vers la médecine rurale, plus adaptée à la réalité de son pays. Il écrit trois ouvrages relatifs à ce sujet. 
En 1937, il est le seul médecin présent durant le massacre des Haïtiens de 1937 par les forces militaires domicaines du dictateur Rafael Leónidas Trujillo Molina — le long de la rivière du Massacre à la frontière d'Haïti et de la République dominicaine. Il est décoré de la Légion du Mérite haïtien pour son dévouement durant cette crise.
En 1940, il émigre au Québec. Il y approfondit ses études de médecine, puis projette d'émigrer à Timmins, en Ontario. Mais, sur la route, il s'arrête dans la ville de Mattawa et décide de s'y installer.
En 1953, il se marie avec Zena Petschersky, une émigrante d'origine russe.
Firmin Monestime exerce la médecine à Mattawa jusqu'en 1964, date à laquelle il est élu maire de la ville de Mattawa sous l'étiquette du Parti progressiste-conservateur du Canada, devenant ainsi le premier maire noir du pays.
En 1975, Firmin Monestime fait construire une maison de retraite pour la minorité amérindienne de la nation des Algonquins. Il est très apprécié et respecté par les personnes âgées algonquines. En son honneur, un village provincial porte son nom.
Il meurt à Mattawa le 27 octobre 1977.